# キャリオキROCK大作戦
『キャリオキROCK大作戦』（キャリオキロックだいさくせん）は、韓国出身の双子姉妹ユニット、レッド・ペッパー・ガールズのセカンド・アルバムである。
規格品番はVICL-63232。

## 概要
D・A・I（Do As Infinity）のプロデュースによるメジャー・デビュー盤となるオリジナル・アルバム。
2008年12月24日より全曲先行配信。
Track11は爆風スランプの1stアルバム『よい』に収録の「涙の陸上部」を女性目線で描いたアンサーソングをサンプラザ中野くんが自ら書き下ろした作品。同曲MVにも中野がカメオ出演している。
「キャリオキ」とは外国人(主に英語圏)の発音によるカラオケのことである。

## 収録曲
1. 猫チェリー
作詞：Motsu (From m.o.v.e and Mother Ninja) / Mio Aoyama
作曲：D・A・I（ARIA ASIA）
編曲：熊谷主穀（ARIA ASIA）
2. 流星JET2.0
作詞：Motsu（From m.o.v.e and Mother Ninja）
作曲：Acchi（ARIA ASIA）
編曲：熊谷主穀（ARIA ASIA）
3. エゴイスティック☆シャンペィン
作詞：Motsu （From m.o.v.e and Mother Ninja）
作曲：D・A・I （ARIA ASIA）
編曲：熊谷主穀（ARIA ASIA）
4. 好調乱舞
作詞：Motsu（From m.o.v.e and Mother Ninja） / Mio Aoyama
作曲：D・A・I （ARIA ASIA）
編曲：熊谷主穀（ARIA ASIA）
5. アゲハ
作詞：Motsu（From m.o.v.e and Mother Ninja）
作曲：D・A・I （ARIA ASIA）
編曲：熊谷主穀（ARIA ASIA）
6. Hyper Speed Way
作詞：Motsu（From m.o.v.e and Mother Ninja）
作曲：D・A・I （ARIA ASIA）
編曲：熊谷主穀（ARIA ASIA）
7. 酔いどれ小猫
作詞：Motsu（From m.o.v.e and Mother Ninja）
作曲：D・A・I （ARIA ASIA）
編曲：熊谷主穀（ARIA ASIA）
8. ニコニコJINSEI
作詞：Motsu（From m.o.v.e and Mother Ninja）
作曲：Acchi（ARIA ASIA）
編曲：熊谷主穀（ARIA ASIA）
9. 恋のドン・キホーテ
作詞：Motsu（From m.o.v.e and Mother Ninja） / Mio Aoyama
作曲：D・A・I （ARIA ASI）
編曲：熊谷主穀（ARIA ASI）
10. 宇田川町ラケンロール
作詞：Motsu（From m.o.v.e and Mother Ninja）
作曲：D・A・I （ARIA ASIA）
編曲：熊谷主穀（ARIA ASIA）
11. Summer Memories 〜水泳部でした〜
作詞：サンプラザ中野くん
作曲：D・A・I （ARIA ASIA）
編曲：熊谷主穀（ARIA ASIA）